# Сенчанська волость
Сенчанська волость — адміністративно-територіальна одиниця Лохвицького повіту Полтавської губернії з центром у містечку Сенча.
Станом на 1885 рік — складалася з 22 поселень, 25 сільських громад. Населення 9064 — осіб (4457 осіб чоловічої статі та 4607 — жіночої), 1750 дворових господарств.
Основні поселення волості:
- Сенча — колишнє державне та власницьке містечко при річці Сула за 12 верст від повітового міста, 618 дворів, 2990 мешканців, 3 православні церкви, єврейський молитовний будинок, школа, 6 постоялих дворів, ренськовий погріб, 8 постоялих будинків, 12 лавок, базар по неділям, 3 ярмарки, 4 кузні, 39 вітряних млинів, 6 маслобійних заводів.
- Васильки — колишнє державне та власницьке село при річці Сула, 150 дворів, 783 мешканців, православна церква, постоялий будинок, 8 вітряних млинів, маслобійний завод.
- Засулля (нині півн.-сх. частина с. Сенча) — колишнє державне та власницьке село при річці Сула, 299 дворів, 1240 мешканців, православна церква, 2 постоялих будинки, лавка, кузня, 28 вітряних млинів, 2 маслобійних заводів.
- Ломаки — колишнє державне та власницьке село при річці Сула, 149 дворів, 762 мешканців, православна церква, школа, 2 постоялих будинки, 2 лавки 9 вітряних млинів, 2 маслобійних заводи.
- Лучка — колишнє державне та власницьке село при річці Сула, 91 двір, 368 мешканців, православна церква, постоялий будинок, 2 водяних млини.

Старшинами волості були:
- 1900 року козак Павло Макарович Салімовський[2];
- 1904 року козак Макар Іванович Луценко[3];
- 1913—1915 роках Юхим Григорій Бацмань[4],[5].